# Bakr Sidqī

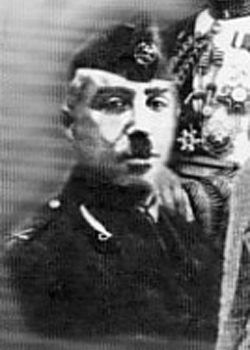
Bakr Sidqi, undatierte Aufnahme

Bakr Sidqī (arabisch بكر صدقي, DMG Bakr Ṣidqī; * 1890 in Kirkuk; † 12. August 1937 in Mosul) war ein irakischer Offizier. 

## Leben
Sidqi wurde in eine kurdische Familie geboren. Er absolvierte die Militärakademie des osmanischen Reiches in Istanbul. Er kämpfte im Balkankrieg und wurde 1915 Stabsoffizier. Nach dem Zusammenbruch des osmanischen Reichs schloss er sich Faisal I. an, der mit dem Königreich Syrien einen arabischen Nationalstaat aufbauen wollte. Nachdem das Königreich Syrien unter dem französischen Anspruch auf das Gebiet zusammengebrochen war, wurde Faisal König des Irak und Sidqi trat in die irakische Armee ein. Sidqi tat sich bei der Niederschlagung der assyrischen Rebellion hervor, was ihm Ansehen in dem jungen Staat einbrachte. Es besteht der Verdacht, dass er dabei auch Plünderungen und Ermordung von Zivilisten befohlen haben soll (wie auch im Massaker von Semile).
Außerdem kommandierte Sidqi Mitte der 1930er Jahre eine Kampagne zur Niederschlagung von Stammesaufständen. Ende Oktober 1936 verübte Sidqi zusammen mit Hikmat Suleiman einen Staatsstreich, bei dem Sidqi die Luftwaffe und das Militär nutzte, um das königliche Kabinett abzusetzen und Ghazi I. zur Einsetzung von Suleiman als Premierminister zu zwingen. Sidqis Ziel war eine dominantere Rolle des Militärs in der irakischen Politik.
Er galt als eher liberal und weniger arabisch-nationalistisch als seine Vorgänger. Seine Regierung schloss am 8. Juli 1937 mit den Regierungen von Afghanistan, dem Iran und der Türkei den so genannten Islamischen Viererpakt im Schloss Saadabad bei Teheran ab, nachdem ein langjähriger Grenzstreit zwischen dem Irak und Iran
durch ein Abkommen am 4. Juli 1937 beigelegt worden war.
Sidqi wurde von rivalisierenden Offizieren 1937 in Mosul ermordet.